# Lisa Höpink
Lisa Katharina Höpink (* 17. November 1998 in Herne) ist eine deutsche Schwimmerin. 2016 wurde sie Deutsche Kurzbahnmeisterin über 200 m Schmetterling und nahm an den Kurzbahnweltmeisterschaften teil.

## Privates
Seit 2004 ist Lisa Höpink im Schwimmsport aktiv. Ihr Vater und Großvater waren aktive Wasserball-Spieler.
Höpink besuchte die Sportschule Helmholtz-Gymnasium in Essen und wohnte dort im Sport- und Tanzinternat. 2017 schloss sie die Schule mit dem Abitur ab.

## Sportliches
Seit 2009 trainiert Höpink im Essener Schwimmverein 1906 e. V. bei der Schwimmgemeinschaft Essen. Dort wird sie von Nicole Endruschat trainiert. Vorher startete sie für SV Neptun 28 Recklinghausen und davor für SC Hellas Wanne-Eickel.
Bei den Junioreneuropameisterschaften 2014 war sie die erfolgreichste deutsche Schwimmerin mit 1 × Gold, 2 × Silber, 1 × Bronze. Daraufhin war sie auf dem Titelbild der monatlich erscheinenden Verbandszeitschrift swim&more des Deutschen Schwimm-Verband abgebildet.

## Erfolge

### Weltmeisterschaften
2016: Kurzbahnweltmeisterschaften, Windsor (Kanada):
- 16. Platz über 200 m Schmetterling
- 26. Platz über 100 m Schmetterling

2015: Juniorenweltmeisterschaften, Singapur
- 7. Platz mit der 4 × 100-m-Freistilstaffel (mixed)
- 7. Platz mit der 4 × 100-m-Lagenstaffel
- 8. Platz mit der 4 × 100-m-Freistilstaffel
- 10. Platz über 200 m Schmetterling
- 10. Platz mit der 4 × 200-m-Freistilstaffel
- 13. Platz über 200 m Lagen
- 14. Platz über 800 m Freistil
- 17. Platz über 50 m Schmetterling
- 19. Platz über 100 m Schmetterling

2013: Juniorenweltmeisterschaften, Dubai (Vereinigte Arabische Emirate):
- Platz 6 mit der 4 × 100-m-Lagenstaffel (mixed)
- Platz 5 mit der 4 × 100-m-Lagenstaffel
- Platz 9 mit der 4 × 100-m-Freistilstaffel
- Platz 17 über 100 m Schmetterling
- Platz 27 über 50 m Schmetterling
- Platz 29 über 200 m Lagen

### Europameisterschaften
2016: Europameisterschaften, London (Vereinigtes Königreich):
- 21. Platz über 200 m Schmetterling
- 25. Platz über 100 m Schmetterling
- 39. Platz 50 m Schmetterling

2015: Kurzbahneuropameisterschaften, Netanja (Israel):
- 8. Platz über 200 m Lagen
- 24. Platz über 100 m Schmetterling

2014: Junioreneuropameisterschaften, Dordrecht (Niederlande):
- 1. Platz über 100 m Schmetterling
- 3. Platz über 200 m Lagen

2013: Kurzbahneuropameisterschaften, Herning (Dänemark):
- 22. Platz über 200 m Schmetterling
- 30. Platz über 100 m Schmetterling

2013: Junioreneuropameisterschaften, Poznań (Polen):
- 3. Platz über 200 m Lagen

### Deutsche Meisterschaften
2017: Deutsche Meisterschaften, Berlin
- 3. Platz über 100 m Schmetterling
- 4. Platz über 200 m Schmetterling
- 5. Platz über 50 m Schmetterling
- 8. Platz über 200 m Lagen

2016: Deutsche Kurzbahnmeisterschaften, Berlin:
- 1. Platz über 100 m Schmetterling
- 1. Platz über 200 m Schmetterling
- 2. Platz über 400 m Lagen

2016: Deutsche Meisterschaften, Berlin
- 4. Platz über 100 m Schmetterling
- 4. Platz über 200 m Schmetterling

2015: Deutsche Kurzbahnmeisterschaften, Wuppertal:
- 3. Platz über 200 m Schmetterling
- 4. Platz über 100 m Schmetterling

2015: Deutsche Meisterschaften, Berlin:
- 4. Platz über 200 m Schmetterling

2014: Deutsche Meisterschaften, Berlin:
- 5. Platz über 200 m Schmetterling

## Rekorde
Lisa Höpink hat 5 deutsche Altersklassenrekorde aufgestellt, von denen sie aktuell Inhaberin von 4 deutschen Kurzbahn-Altersklassenrekorden über 100 und 200 m Schmetterling ist (Stand: Juli 2017).
| Rekord                             | 25/50-m-Bahn    | Strecke             | Zeit        | Datum      | Ort       | Notiz                                                        |
| ---------------------------------- | --------------- | ------------------- | ----------- | ---------- | --------- | ------------------------------------------------------------ |
| Deutscher Altersklassenrekord AK16 | Langbahn (50 m) | 200 m Schmetterling | 2:14,97 min | 13.07.2014 | Dordrecht | von Maxine Wolters am 11. Apr. 2015 verbessert (2:13,98 min) |
| Deutscher Altersklassenrekord AK15 | Kurzbahn (25 m) | 100 m Schmetterling | 0:58,44 min | 24.11.2013 | Wuppertal |                                                              |
| Deutscher Altersklassenrekord AK15 | Kurzbahn (25 m) | 200 m Schmetterling | 2:09,38 min | 23.11.2013 | Wuppertal |                                                              |
| Deutscher Altersklassenrekord AK14 | Kurzbahn (25 m) | 100 m Schmetterling | 0:59,72 min | 25.11.2012 | Wuppertal |                                                              |
| Deutscher Altersklassenrekord AK14 | Kurzbahn (25 m) | 200 m Schmetterling | 2:09,75 min | 24.11.2012 | Wuppertal |                                                              |

## Auszeichnungen
2013: Eliteschülerin des Sports (Helmholtz-Gymnasium Essen)
2014: Jugendschwimmerin des Jahres (Landesschwimmverband Nordrhein-Westfalen)
2015, 2016: (jeweils Platz 2) Schwimmerin des Jahres (Landesschwimmverband Nordrhein-Westfalen)